# 聖馬科斯島 (南下加利福尼亞州)
27°12′43″N 112°04′25″W / 27.21194°N 112.07361°W
聖馬科斯島是墨西哥的島嶼，位於聖羅薩利亞東南25公里的加利福尼亞灣海域，由南下加利福尼亞州負責管轄，長8公里、寬4公里，面積28.75平方公里，2005年人口425。